# Collet de Puig-alt

El Collet de Puig-alt, respecte del terme de Castellcir

El Collet de Puig-alt, en alguns mapes esmentat com a Collet de Pujalt, és una collada de 897,4 metres d'altitud situat a cavall dels termes municipals de Castellcir, de la comarca del Moianès, i de Balenyà, de la d'Osona.
Està situada en el sector nord-est del terme castellcirenc, i en el meridional del terme osonenc. És a ponent de la masia de Puig-alt i a llevant de Santa Coloma Sasserra, en el vessant nord del turó que, de fet, dona nom al coll i a la masia veïna.